# Helena, Montana
Helena este capitala statului Montana al Statelor Unite ale Americii precum și sediul comitatului Lewis and Clark.

## Personalități născute aici
- Gary Cooper (1901 - 1961), actor;
- Dirk Benedict (n. 1945), actor;
- Patricia Belcher (n. 1954), actriță;
- Dava Newman (n. 1964), specialistă în bioinginerie medicală spațială, inventator.